# Picard
El picard és la llengua pròpia de la Picardia. Està classificada a la família indoeuropea, a la branca itàlica i al grup de les llengües romàniques.
El picard és una de les llengües romàniques més properes al francès i, com aquesta llengua, és una de les llengües d'oïl, fins al punt que hi ha una polèmica sobre si és un idioma independent o n'és un dialecte.

## Altres denominacions
La parla rep altres denominacions com picart, patois du nord (patuès del nord), chtimi, chti o rouchi, aquest últim un dialecte picard, considerada sovint com una parla d'oïl diferent, que és parlat a l'Hainaut Occidental, entre Mons i la línia Tournai-Soignes-Ath-Mouscron.

## Localització
Es parla a les regions franceses de la Picardia (llevat del sud de l'Oise i de l'Aisne) i Nord-Pas de Calais (llevat de la zona de Dunkerque, de parla neerlandesa flamenca) i a Bèlgica a la major part de la província d'Hainaut, fins a La Louvière a l'est (entre Mons i Charleroi).

## Parlants
Sense estadístiques globals ni fiables. Tanmateix, una enquesta feta a Amiens (1980-1981), mostrava que el 46% dels homes i el 29% de les dones nascudes el 1942 declaraven parlar picard.

## Trets lingüístics
Vegeu-ne les característiques a Jean-Michel Eloy (Universitat de Picardia Jules Verne, Laboratori d'Estudis Sociolingüístics sobre Contacte de Llengües i Política Lingüística LESCLaP, Centre d'Estudis Picards): El picard, llengua d'oïl Arxivat 2021-10-26 a Wayback Machine..

## Normativització
No té cap normativa generalment acceptada. Tot i així, des d'un punt de vista ortogràfic, una part important dels autors estan d'acord en una sèrie de principis que poden tendir a una certa normativització:
- Represa del codi ortogràfic francès, tot tenint en compte les particularitats fonètiques del picard.
- Utilització raonada de lletres mudes o variants gràfiques per permetre una correcta identificació dels mots. Aquest ús pot tenir un màxim entre els escriptors tradicionals, més propers a l'ortografia francesa, i pràcticament desaparèixer entre els partidaris de mètodes fonetistes. En una situació intermèdia es trobaria l'adaptació del sistema Feller per al picard feta per Fernand Carton.
- Tendència a esborrar les particularitats locals per permetre una comprensió com més àmplia millor. En alguns autors s'arriba a la utilització d'arxigrafemes que possibiliten lectures múltiples.

## Estatus legal

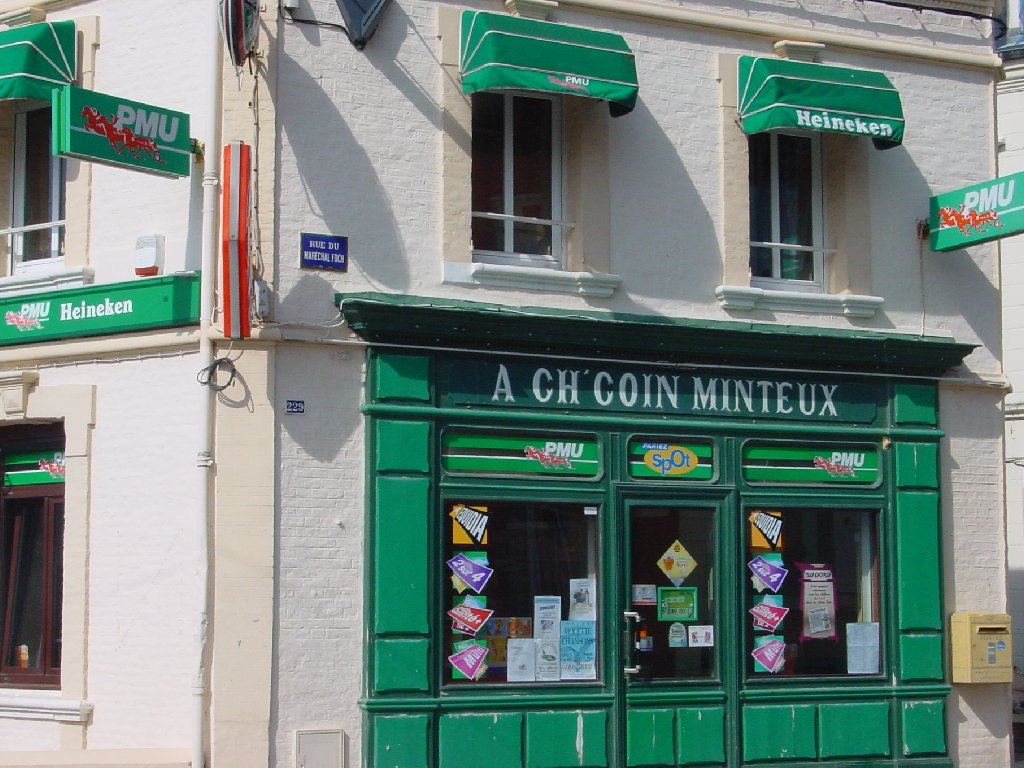
Rètol d'un bar en picard (Cayeux-sur-mer, Somme).

Reconeguda com a llengua regional endògena a l'Estat belga, segons un decret de l'executiu de la Comunitat francesa adoptat el 1990. Es beneficia, sobretot pel que fa a la presència als mitjans de comunicació, de les accions de l'Oficina de les Llengües Regionals Endògenes.
A França, no es beneficia de cap legislació a nivell general i la ratificació de la Carta europea de les llengües regionals o minoritàries resta bloquejada.

## Formació
A França és reconegut de fet pel Ministeri d'Educació Nacional i s'ensenya a les IUFM de la regió i pot estudiar-se de manera facultativa.

### Àudio
- Ch'Barnum cantada per Joël Dufresne
- 'J't èi toudi qhér (Sempre t'he estimat) cantada per Philippe Boulfroy
- Conte en picard
- Centre de Ressources pour la Description de l'Oral (CRDO) (http://www.language-archives.org/language/pcd)